# Bagel (Unternehmerfamilie)
Die Familie Bagel ist eine deutsche Unternehmerfamilie in Düsseldorf. Sie ist im Besitz der Bagel-Gruppe, deren Geschäftsbereiche derzeit im Verlagsgeschäft, Druckwesen und Dienstleistungs-Sektor (Finanzen, Einkauf, Immobilien, Personalverwaltung) liegen.

## Geschichte
Die Familie Bagel stammt von Hugenotten ab, die als Handwerker und Kleinhändler in Montauban, einer Hochburg der Calvinisten, gelebt hatten. Nach der Aufhebung des Edikts von Nantes durch König Ludwig XIV. im Jahre 1685 flohen die Bagels nach Genf und gelangten später zum linken Niederrhein, wo sie sich beruflich entfalten konnten. Sie sind Verleger und Druckereibesitzer.
Johann Bagel (1775–1855) ließ sich 1800 als selbständiger Meister der Buchbinderei in Wesel nieder. Er gründete 1826 selbst eine Buchhandlung, mit deren Leitung der Sohn betraut wurde. 1831 richtete er eine Papiermühle bei Dorsten ein, die 1838 zu einer Papierfabrik umgebaut wurde. Aus diesen Geschäften ging die Buchdruckerei und Papierfabrik der Bagels hervor.
Sein Sohn Peter August Bagel (1809–1881) führte das Geschäft offiziell seit 1843, das Unternehmen wurde in „A. Bagel“ umbenannt. Da die Stadt Wesel für die angestrebte Ausdehnung der Bagelschen Betriebe zu klein war, wurde die Firma 1848 nach Düsseldorf verlegt. Peter August Bagel gründete die Papierfabrik Bagel in Eggerscheidt im Jahre 1855. Sein Sohn August Bagel „der Jüngere“ übernahm nach dem Tod seines Vaters das Geschäft. Der zweite Sohn Felix Bagel trennte sich von seinem Bruder und begründete mit einem Teil des Verlags ein eigenes Geschäft in Düsseldorf.
Julius Bagel (1826–1900), der um 17 Jahre jüngere Bruder von August Bagel „dem Älteren“, war bis 1854 Mitinhaber der Firma Julius Bagel & Cie. in Düsseldorf. Sein Sohn war der Verleger Julius Bagel junior (1861–1929). Dieser ließ die Villa Bagel in Mülheim an der Ruhr errichten. 
Carl August Bagel (1902–1941) heiratete im Jahr 1929 in die Düsseldorfer Unternehmerfamilie Henkel ein. Seine Enkelin Simone Bagel-Trah ist Aufsichtsratsvorsitzende und Vorsitzende des Gesellschafterausschusses des Henkel-Konzerns.
Im Bereich des Druckwesens und weiteren Geschäftsbereichen existiert die Bagel-Gruppe bis heute. Sie wird in siebter Generation geführt.

## Genealogie

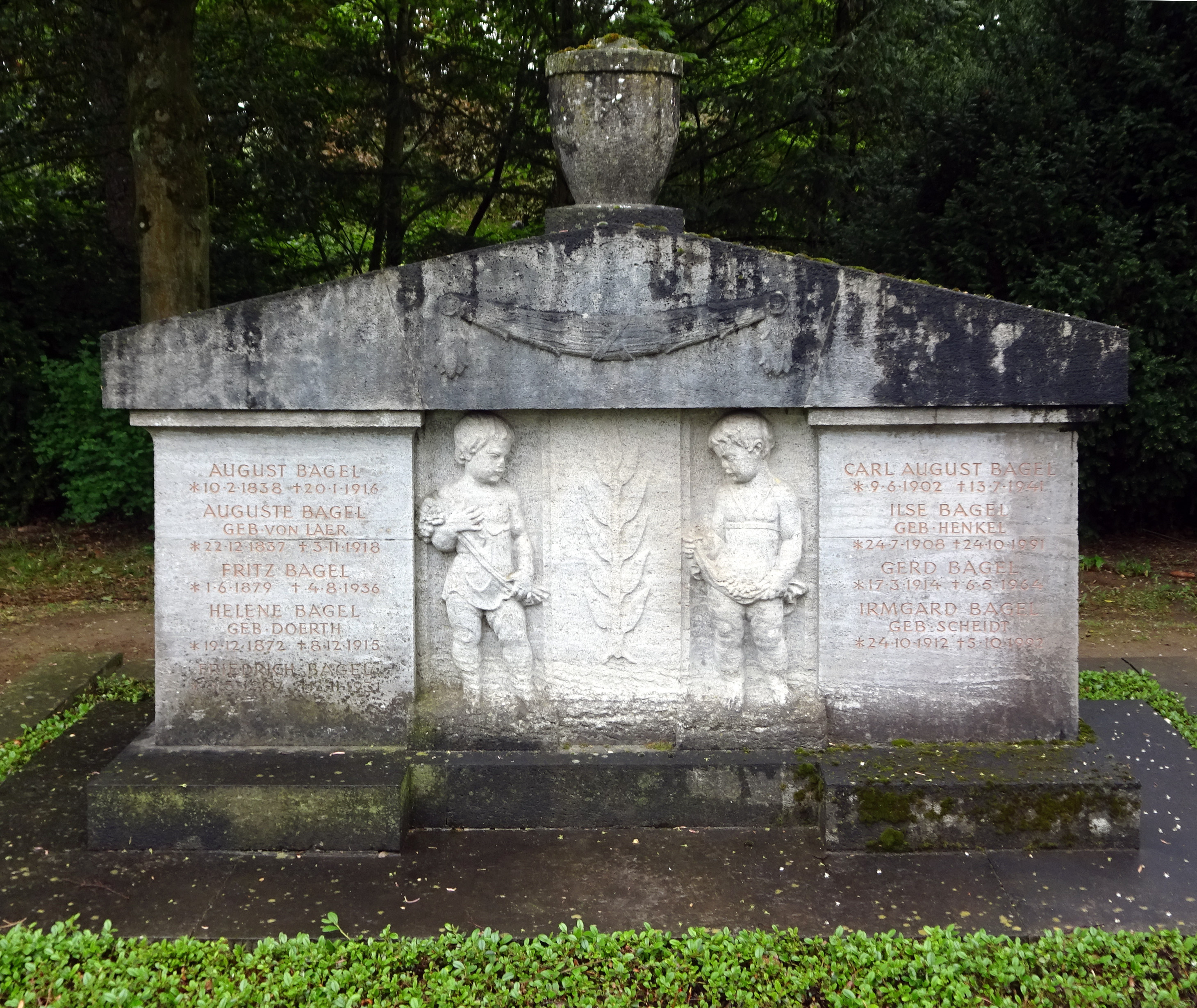
Grabstätte Bagel auf dem Millionenhügel des Nordfriedhofs in Düsseldorf

I. Johann Peter Heinrich Bagel (1775–1855) ⚭ Susanne, geb. Scholl (1779–1852)
II.1. Peter August Bagel (* 2. März 1809; † 6. Januar 1881), „August Bagel der Ältere“, Kommerzienrat ⚭ Karoline Uhlenbruck
III.1. August Bagel (* 10. Februar 1838; † 20. Januar 1916), „August Bagel der Jüngere“, Geheimer Kommerzienrat,  Unternehmer im Druckwesen, Kommunalpolitiker ⚭ Auguste von Laer (* 22. Dezember 1837; † 3. November 1918)
IV.1 Fritz Bagel (* 1. Juni 1879; † 4. August 1936) ⚭ Helene, geb. Doerth (* 19. Dezember 1872; † 8. Dezember 1915)
V.1. Else Bagel (* 21. März 1900 in Düsseldorf; † 4. Januar 1997 ebenda) ⚭ 1929 Carl August Loelgen († 1937)
V.2. Carl August Bagel (* 9. Juni 1902 in Düsseldorf; † 13. Juli 1941 ebenda) ⚭ (10. September 1929 in Düsseldorf) Ilse Elisabeth Henkel (* 24. Juli 1908 in Düsseldorf; † 24. Oktober 1991 ebenda)
VI.1. Ursula Fairchild geb. Bagel (* 29. Oktober 1930; † 1. Februar 2021)
VI.2. Fritz Bagel (* 4. Januar 1933 in Düsseldorf; † 5. März 2021 in Unkel) ⚭ (1. Ehe) Anja Bohlan (Ehename Bagel-Bohlan)
VII.1. Simone Bagel (* 10. Januar 1969 in Düsseldorf; Ehename Bagel-Trah)
VII.2. Friderike Bagel (* 1972, errechnet)
V.3. Gerd Bagel (* 17. März 1914; † 6. Mai 1964) ⚭ Irmgard, geb. Scheidt (* 24. Oktober 1912; † 3. Oktober 1992)
III.2. Karoline (Lina) Bagel (* 3. August 1836; † 28. Februar 1908) ⚭ Daniel Luyken (1833–1909), Fabrikant
III.3. Mathilde Bagel (1842–1929) ⚭ 2. August 1862 Carl Lueg (1833–1905), Industriemanager
IV.1. Paul Lueg (1863–1933), Dr. phil., seit 1891 in der Gutehoffnungshütte tätig, seit 1908 stellvertretendes Vorstandsmitglied
III.4. Felix Bagel (* 7. November 1854; † 1910)
II.2. Julius Bagel (* 10. März 1826; † 1900) ⚭ 1856 Ferdinande, geb. Dreibholtz (1836–1891)
III.1. Caroline Christine Clara Bagel (1856–1918) ⚭ 1880 Joseph Thyssen (1844–1915), Industrieller der Unternehmerfamilie Thyssen
IV.1. Julius Thyssen (1881–1946)
IV.2. Johanna Thyssen (1883–1887)
IV.3. Hans Thyssen (1890–1943)
III.2. Johanna Wilhelmine Sophie Bagel (1858–1930) ⚭ Carl Roesch
III.3. Julius Bagel junior (1861–1929) ⚭ Helene, geb. Winkler
IV.1. Hermann Julius Bagel (1892–1961)
IV.2. Johanna Ferdinandine Anna Bagel (1893–1972)
III.4. Antoinette Auguste Bagel (1865–1945) ⚭ Carl Scholten